# 許琯 (嘉靖進士)
许琯（1493年—？），字伯和，南直隶太平府当涂县民籍，歙縣新安衛人，明朝政治人物。同進士出身。

## 生平
治《詩經》，嘉靖元年（1522年）壬午科應天府鄉試第十二名舉人，嘉靖二年（1523年）聯捷癸未科會試第一百二十四名，第三甲第一百三十七名進士。授辉县知县，调任临海县，擢升南京户部主事，专管淮安关税。迁户部郎中，嘉靖十四年（1535年）任福建兴化府知府。二十二年官山東都轉運鹽使司運使。
许琯官至湖广湖北道右参政。晚年回乡创办书院，推广教育。因其仿陶渊明，在书院手植五棵白果树，故称“白果书院”。

## 紀念
在其家乡今安徽省黄山市歙县许村镇许村立有功名坊，称为薇省坊，是全国重点文物保护单位许村古建筑群的一部分。

## 家族
曾祖許子禎。祖父許永仁。父許積慶。前母羅氏；母吴氏；继母宋氏。重庆下。行二，兄光、弟燿、城、金、玮、圓、钱、富。